# Alfred Lehmann
Alfred Georg Ludvig Lehmann (født 29. december 1858 i København, død 26. september 1921 sammesteds) var en dansk psykolog. Far til Inge Lehmann og skuespillerinden Harriet Lehmann. Bror til sceneinstruktør ved Det Kongelige Teater, cand.mag. Julius Martin David Lehmann (1861 - 1931).  Fætter til Edvard Lehmann.

## Baggrund
Lehmann blev student fra Metropolitanskolen 1876, cand. polyt. 1882, var assistent på Landbohøjskolen 1882-92, blev 1884 Dr. phil. på afhandlingen Farvernes elementære Æstetik, studerede 1885-86 under Wundt i Leipzig. Tilbage i København oprettede han sit første, meget beskedne psykofysiske laboratorium i en kælder i Metropolitanskolen, som et af de første uden for Tyskland, og etablerede derved eksperimentalpsykologien i Norden. I 1887 giftede han sig, og i 1888 fik han datteren Inge. Da psykofysisk laboratorium - som havde skiftet navn til Psykologisk institut - i 1986 fejrede sit 100-årsjubilæum, blev Inge Lehmann trillet ind; hun var jo næsten ligeså gammel. Hendes far havde villet undersøge, hvordan vejr og lufttryk påvirker arbejdsevnen, og havde en sommer etableret sig med laboratorieudstyr i en hytte i Norge 960 moh. Nu ville Inge Lehmann gerne dele sine gode minder fra det norske højfjeld med den norske gæst Karl Halvor Teigen;  men da han spurgte, om hun havde minder fra sit barndomshjem, der kunne kaste lys over hendes fars forskning, svarede hun kontant: "Nej. Fader havde lange dage. Efter middagen sad vi lidt sammen i stuen. Så trak fader sig tilbage for at fortsætte sit arbejde. Han tog lampen med, og vi blev siddende tilbage - i mørke."  I forskerhjemmet havde lampelys været en begrænset resurse.
I 1889 modtog han Videnskabernes Selskabs guldmedalje for en afhandling, der 1892 i noget omændret skikkelse er blevet offentliggjort under titlen Hovedlovene for det menneskelige Følelsesliv (tysk oversættelse 1892, 2. fuldstændig omarbejdede tyske udgave 1914). I 1890 blev han docent ved universitetet, 1891 flyttede han sit laboratorium over i bedre lokaler i den gamle Polytekniske Læreanstalt, 1893 overtog universitetet dette. I 1902 blev Lehmann medlem af Videnskabernes Selskab, 1910 ekstraordinær professor i psykologi. I 1916 indviedes det nye store laboratorium i Studiestræde 6 (Studiegården). I 1919 blev hans tjeneste omdannet til et ordentligt professorat, og hermed var det lykkedes Lehmann at føre sit fag frem til fuld officiel anerkendelse ved universitetet.

## Eksperimental psykologi
Lehmann angiver selv, at det var Rasmus Nielsen, der vakte hans interesse for filosofi; men det blev Fechners og Wundts arbejder, der blev afgørende og førte ham ind på hans særlige arbejdsfelt, den eksperimentale psykologi. Som ingeniør udtænkte han selv apparaterne til de fleste af sine forsøg, og udførte dem tillige ofte selv. Det var Lehmanns mål at bringe psykologien på højde med de eksakte naturvidenskaber, og han mente, at det i hans senere arbejder (navnlig i hans Psykodynamik) var lykkedes ham at trække grundlinjerne op for eksperimentalpsykologiens fremtidige retning. Omkring 1900 udformede han en teori om mental energi som en konkret, målbar størrelse, der regulerer anstrengelsen: P-energien. Som seismograf kom hans datter Inge til senere at bruge det samme bogstav som navn på trykbølgerne efter jordskælv ("P-bølgerne"), der var hendes bevis for, at Jorden har en fast indre kerne. 
Med "arbejde" mente Lehmann alle typer aktivitet, der medfører anstrengelse, uafhængigt af hensigt og formål. Antagelser om psykisk energi parallelt med fysikkens energibegreb gik igen hos et flertal af datidens filosoffer og psykologer, såsom Freud, Jung, Külpe,  m.fl. Lehmann ville prøve at måle P ved at studere muskelstyrke med en "ergograf" under hovedregning. Når regnestykkernes vanskelighedsgrad tiltog, gik den fysiske ydelse ned. "Kurverne blev kønne," skrev forsøgspersonen Fredrik Böök  i sine erindringer Rannsakan fra 1953. Böök nævner, at når han sad alene i skumringen på laboratoriet og trak i ergografens håndtag som en anden automat, vankede hans tanker viden om, "iblandt ret rebelske". Forsøgspersonen, der måtte bruge energi på at beherske sig under forsøgets første del (overfor kager og øl sat frem på bordet), blev mindre udholdende i de påfølgende opgaver. At dy sig tømte dem for indsatsvilje. Roy Baumeisters teorier om selvkontrol  går i samme spor. Viljekraft viser sig fysisk afhængig af hjernens begrænsede lager af glukose og tærer på dette.
I forbindelse med en teori for nervevirksomheden opstillede Lehmann, under henvisning til naturvidenskabens sætninger om energiomsætning, almene formler for, hvordan, når to eller flere påvirkninger virker samtidigt på nervesystemet, de tilsvarende energiomsætninger (specielt P-energiomsætningerne) gensidigt hæmmer hinanden; samt for hvordan, når påvirkningerne følger efter hinanden, de tilsvarende energiomsætninger (specielt P-energiomsætninger) forøges eller banes. På grundlag af indgående undersøgelser søgte han at tage særligt hensyn til de på hvert enkelt område gældende forhold, og modificerede i overensstemmelse hermed de almene banings- og hæmningsformler. Han mente på meget forskelligartede områder at finde nøjagtig overensstemmelse mellem de talværdier, formlerne kræver, og sine egne eller andres eksperimentalpsykologiske måleresultater. Heri så han et afgørende bevis for sine grundanskuelsers rigtighed. Navnlig er hans undersøgelse af baning ved på hinanden følgende lyde og på hinanden følgende vægtløftninger, og af den simultane lyskontrast som et hæmningsfænomen at fremhæve. Medens Fechners oprindelige formel for forholdet mellem påvirkningens og fornemmelsens styrke kun i visse tilfælde passer, mente han vedrørende dette forhold at have udledet formler på grundlag af sine teoretiske anskuelser, der passer i alle tilfælde.
I Leipzig havde Lehmann røget hash og var overvældet af stoffets indvirkning på bevidstheden. Han var overbevist om, at sådanne forsøg ville give indblik i de sindssyges verden, men gik alligevel ikke videre med sagen. Charcots eksperimenter skabte megen blæst om fænomenet hypnose i 1880'erne, og i 1898 konstaterede Lehmann, at tilstande fremkaldt under hypnose følges af de samme fysiske ændringer som under normale forhold. Overensstemmelse mellem det fysiske og det psykiske var et af det vigtigste forhold i Lehmanns psykologi. 
Lehmanns arbejder indeholder en stor mængde iagttagelser og enkeltundersøgelser på mange af psykologiens områder, der har værdi uafhængigt af, om hans tolkninger passer eller ikke. De paradokse kuldefornemmelser er hans opdagelse. Hvad Lehmann offentliggjorde om følelsers indflydelse på blodcirkulation og åndedræt, er grundlæggende arbejder på dette område; han var uenig i den James-Langeske hypotese.
Lehmann udførte betydningsfulde ergografiske undersøgelser, og bidrog med indholdsrige artikler til Salmonsens Leksikon, især til 2. udgave. Han afviste overnaturlige forklaringer på okkulte fænomener.  Visse former af tankeoverføring har han på grundlag af forsøg tydet som fremkommet ved en svag, uvilkårlig hvisken. Kun over for visse former for telepati førtes han efterhånden til det standpunkt, at spørgsmålet står åbent. Som en vigtig kilde til overtro har han grundigt undersøgt menneskenes svigtende iagttagelsesevne, og er herved bleven en forgænger for den senere vidnepsykologi. Hans Overtro og Trolddom har som et vægtigt kampmiddel mod spiritismen gjort stor nytte.
Lehmann var stærkt interesseret i psykologiens anvendelse i det praktiske liv, den såkaldte psykoteknik; allerede hans farveprøver fra 1888 for smør og margarine er et vidnesbyrd herom. Denne interesse, der også står i forbindelse med hans interesse for de sjælelige differenser, voksede stærkt i hans senere år. Resultatet af sine overvejelser og undersøgelser nedlagde han i Størst Udbytte af legemligt og aandeligt Arbejde, I og II (København 1919).  Han udarbejdede prøver for Hærens og Marinens flyvere.

## Udgivelser
Blandt hans skrifter, hvoraf de fleste afhandlinger foruden på dansk tillige er komne på tysk i Wundts Studien eller i Pflügers Archiv, skal anføres: Forsøg paa en Forklaring af Synsvinklens Indflydelse paa Opfattelse af Lys og Farve ("Videnskabernes Selskabs Skrifter", 6. række, naturhistorisk-matematisk Afdeling, I—II); Om Anvendelse af Middelgradationernes Metode paa Lyssansen ("Videnskabernes Selskabs Skrifter", 6. række, naturhistorisk-matematisk Afdeling, IV, 2); Om Genkendelse ("Videnskabernes Selskabs Skrifter", 6. række, historisk-filosofisk Afdeling, II, 2); Skelneloven (Videnskabernes Selskabs Skrifter, 6. række, historisk-filosofisk Afdeling, II, 6); Hypnosen og de dermed beslægtede normale Tilstande (1890; tysk udgave samme år.); Overtro og Trolddom (2 bind 1896, ny udgave 1920; tysk udgave 1898 og 1908); Grafologien (1899); Die körperlichen Äusserungen psychischer Zustände: 1) Plethysmographische Untersuchungen (1899, dansk udgave 1898); 2) Die physischen Äquivalente der Beweisscheinserscheinungen (1901); 3) Elemente der Psychodynamik (1905); Sur la Nature de l'activité des nerfs ("Oversigt over det kongelige Videnskabernes Selskabs Forhandlinger", 1903); Innadiation som Aarsag til nogle Synsbedrag ("Oversigt over det kongelige Videnskabernes Selskabs Forhandlinger", 1904); Beiträge zur Psychodynamik der Gewichtempfindungen ("Archiv für die gesamte Psychologie", VI); Lehrbuch der psychologischen Methodik (Leipzig 1906); (sammen med R.H. Pedersen): Vejret og vort Arbejde ("Videnskabernes Selskabs Skrifter", 7. række, naturhistorisk-matematisk Afdeling, IV, 2); Basilarmembranens Svingninger og Helmholtz's Resonansteori ("Oversigt over det kongelige Videnskabernes Selskabs Forhandlinger", 1910), Grundzüge der Psychophysiologie (Leipzig 1912); Om Stemninger i Naturen ("Oversigt over det kongelige Videnskabernes Selskabs Forhandlinger", 1913); Den individuelle sjælelige Udvikling (1913, 2. udgave 1920); Om Børns Idealer ("Oversigt over det kongelige Videnskabernes Selskabs Forhandlinger", 1916); Stofskifte og sjælelig Virksomhed ("Videnskabernes Selskabs Skrifter", 8. række, naturhistorisk-matematisk Afdeling, III, 2); Størst Udbytte af legemligt og aandeligt Arbejde, I-II (1919).
I 1918 blev Lehmann Ridder af Dannebrog. Han ligger begravet på Hørsholm Kirkegård ved siden af sin datter Inge. Der findes et relief af Carl Martin-Hansen (Københavns Universitet); desuden fotografier af blandt andre Hansen & Weller og Julie Laurberg.